# Meiotheciella papillosa
Meiotheciella papillosa là một loài Rêu trong họ Sematophyllaceae. Loài này được (Broth.) B.C. Tan, W.B. Schofield & H.P. Ramsay mô tả khoa học đầu tiên năm 1998.